# Marcos Nader

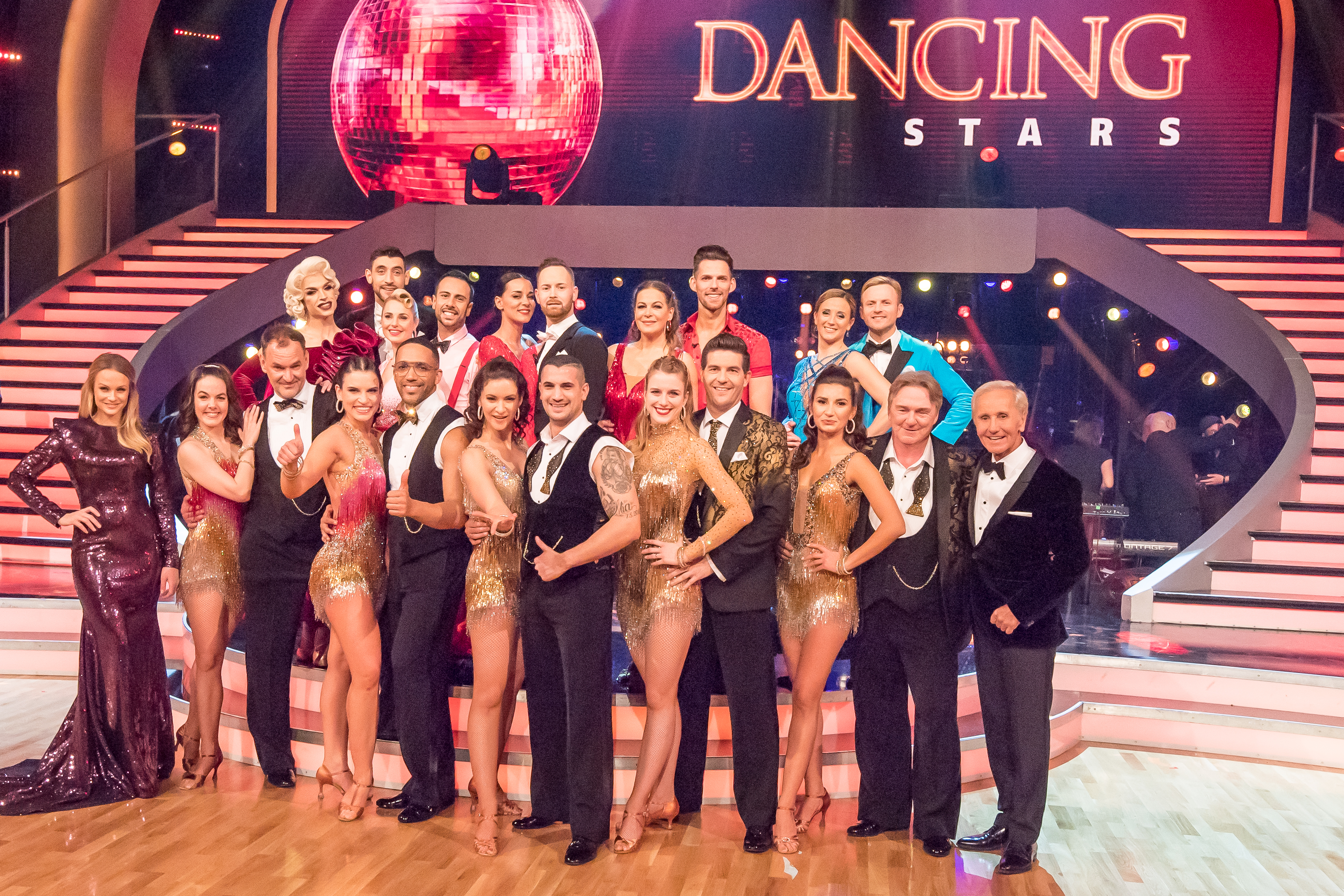
Marcos Nader (Mitte) bei Dancing Stars

Marcos Nader (* 1. März 1990 in Ibiza, Spanien) ist ein österreichischer Profiboxer im Mittelgewicht.

## Leben
Nader wurde auf der spanischen Insel Ibiza als Sohn des Österreichers Roman Nader – ab 2010 Präsident des Österreichischen Boxverbandes (ÖBV) – und einer Serbin geboren. Seine Eltern lebten zehn Jahre auf der Insel und betrieben dort zwei Lokale. Ein Jahr nach seiner Geburt zog die Familie nach Wien zurück, wo Nader auch die Neue Mittelschule Lacknergasse im 18. Wiener Gemeindebezirk und die Sporthandelsschule absolvierte. Zum Boxsport kam er über seinen älteren Bruder und Trainer Daniel Nader (1982–2024). Er lebt und trainiert in Wien. Marcos Nader ist mit der „Miss Vienna 2009“, Sandra Soknic (* 22. Juni 1990 in Wien) verheiratet, mit der er gemeinsam die Mittelschule besuchte.
Nader wirkte in dem 2016 veröffentlichten Dokumentarfilm Punch Line – Eine Frau steigt in den Ring und in dem 2020 veröffentlichten Fernsehfilm Vier Saiten mit. 2020 wurde bekanntgegeben, dass Nader auch an der 13. Staffel von Dancing Stars teilnehmen wird. Dort erreichte er mit seiner Tanzpartnerin Alexandra Scheriau den achten Platz.
Bei der Landtags- und Gemeinderatswahl in Wien 2025 und der Bezirksvertretungswahl in Wien 2025 kandidiert er für die SPÖ Ottakring.

## Sportliche Laufbahn

### Amateurkarriere
Nader begann in seinem 8. Lebensjahr mit dem Boxsport. Als Amateur gewann er 83 von 98 Kämpfen (davon mehr als 40 vorzeitig) und boxte fünfmal Unentschieden. Er gewann 2004 die Bronzemedaille bei der Schüler-Europameisterschaft (U15) in Ungarn und 2006 ebenfalls die Bronzemedaille bei der Kadetten-Europameisterschaft (U17) in Albanien, wo er im Viertelfinale Enrico Kölling klar nach Punkten bezwang. Zudem trat er 2006 bei der Kadetten-Weltmeisterschaft in der Türkei an. Dort verlor er jedoch im ersten Kampf gegen den späteren Goldmedaillengewinner Jalambek Bajsangurow, dem jüngeren Bruder des Boxers Saurbek Bajsangurow, sehr umstritten mit 9:19 nach Punkten.
Nader gewann Turniere in Österreich, Deutschland, Polen und Tschechien. In Tschechien und Polen gewann er beispielsweise zweimal gegen den starken Polen Maciej Sulęcki beim zweiten Mal kampflos, durch W.O. des Gegners.
Er wurde 2007 und 2008 Österreichischer Meister im Weltergewicht, 2007 noch mit einer Sondergenehmigung, da er zu diesem Zeitpunkt noch zu jung war (17) und nur mit der Genehmigung des Boxverbandes teilnehmen durfte. Außerdem nahm er 2008 noch bei der Olympiaqualifikation für Peking in Athen teil, verlor aber schon den ersten Kampf umstritten gegen den Armenier Samuel Matewosjan nach Punkten. Matewosjan konnte sich im späteren Verlauf ebenfalls nicht für die Olympischen Spiele qualifizieren.
Beim 13. Internationalen Brandenburg Cup in Frankfurt (Oder), das als eines der bedeutendsten, internationalen Amateurboxturniere Deutschlands gilt, startete Nader im Weltergewicht. Er besiegte in der Vorrunde den Kroatischen Meister Matej Dujić mit 15:1 nach Punkten, im Viertelfinale den Franzosen Reda Saad mit 24:17, im Halbfinale den Deutschen U-21 Meister Sebastian Knigge 17:10 und im Finale schließlich den deutschen Bundesligaboxer Satula Abdulai mit 14:12. Damit qualifizierte er sich automatisch für die Jugend-Weltmeisterschaften (U-19) in Mexiko 2008. Dort gewann er den ersten Kampf erneut gegen den Franzosen Reda Saad mit 18:9 nach Punkten, unterlag jedoch in der zweiten Turnierrunde dem Mexikaner und späteren Goldmedaillengewinner Óscar Molina 1:8 nach Punkten.
Während seiner Amateurzeit boxte er fast ausschließlich im Weltergewicht.

### Profikarriere
Nach seiner Amateurkarriere schloss er im Januar 2009 einen Profivertrag mit dem deutschen Sauerland-Boxstall ab. Sein Profidebüt fand am 14. März 2009 als Vorkampf eines Weltmeisterschaftskampfes von Arthur Abraham statt und er besiegte seinen ersten Gegner, den in Italien lebenden Ägypter Fares Sahawneh, nach Punkten. Zu Beginn seiner Profilaufbahn kämpfte er vorwiegend gegen Aufbaugegner, um sich an die veränderten Bedingungen im Profilager zu gewöhnen. Seine Trainer sind sein Bruder Daniel Nader, der mit ihm im Boxclub Bounce im 16. Wiener Gemeindebezirk trainiert, und Otto Ramin von Sauerland.
Am 24. März 2010 hätte er im Rahmen eines Super-Six Duelles in Dänemark boxen sollen, wurde jedoch wegen fehlender Sondergenehmigung aufgrund seines Alters nicht zugelassen. Als Vertretung wurde dafür sein Boxstall-Kollege Thomas Troelenberg entsandt.
Am 7. Mai 2011 besiegte er den ehemaligen Juniorenweltmeister der IBF Salvatore Annunziata einstimmig nach Punkten sowie am 16. Juli 2011 den mehrfachen Italienischen Meister Gaetano Nespro ebenfalls einstimmig nach Punkten. Am 27. August 2011 siegte er vorzeitig gegen den ehemaligen Internationalen und Interkontinentalen Meister der IBF, Giammario Grassellini. Grassellini gab nach schweren Treffern den Kampf in der Pause zwischen 7. und 8. Runde auf.
Am 2. November 2012 boxte Nader in Schwechat bei Wien um den EU-Titel der EBU im Mittelgewicht. Sein Gegner war dabei der 31-jährige Spanier Roberto Santos, der den Titel im September 2012 durch einen vorzeitigen Sieg gegen Naders Stallkollegen Dominik Britsch (26-0) gewonnen hatte. Nader boxte erstmals in seiner Karriere über zwölf Runden und erreichte dabei nach ausgeglichenem Duell gegen Santos ein Unentschieden, wodurch der Spanier Titelträger blieb.
Beim Rückkampf am 14. April 2013 in Schwechat, gewann Nader einstimmig nach Punkten und wurde somit neuer EU-Meister im Mittelgewicht. Es war sein zugleich offiziell 100. Sieg in einem Boxkampf. Seine erste Titelverteidigung war für den 14. September 2013 gegen den spanischen Rechtsausleger Luis Crespo geplant, dem im Dezember 2011 ebenfalls ein Sieg gegen Santos gelungen war. Aufgrund einer Verletzung von Marco Huck, der gegen Fırat Arslan den Hauptkampf des Abends bestreiten sollte, wurde die Veranstaltung und damit auch Naders Kampf abgesagt. Als neuer Termin wurde der 26. Oktober 2013 bekanntgegeben. Dabei siegte Nader dann durch Aufgabe seines Gegners in der sechsten Runde.
Seine zweite Titelverteidigung bestritt er am 25. Januar 2014 in Stuttgart gegen den ungeschlagenen Italiener Emanuele Blandamura (21-0) und verlor am Ende durch Mehrheitsentscheidung der Punktrichter.
Wenige Monate später gab er nach Auslaufen seines Vertrages die Trennung von Sauerland bekannt. Im August 2014 unterzeichnete er einen Vertrag bei AIBA Pro-Boxing.

### AIBA Pro Boxing
Marcos Nader boxte anschließend im Pro Boxing (APB)-Turnier des Amateurboxverbandes AIBA. Dieses bot erstmals Profiboxern die Möglichkeit, sich für Olympische Sommerspiele zu qualifizieren. Zuvor war dies ausschließlich Amateuren möglich. Nader verlor dabei in Baku seinen ersten Kampf gegen den Kenianer Rayton Okwiri durch K. o. in der zweiten Runde. In seinem zweiten Kampf gegen Eimantas Stanionis aus Litauen erlitt er eine einstimmige Punktniederlage.

### Comeback
Nach einer langen Verletzungspause wollte Nader 2017 wieder in den Ring steigen. Ein geplantes Duell mit Gogi Knežević sollte im Juni 2017 stattfinden, wurde aber abgesagt. Erst am 7. April 2018 stieg er wieder in den Ring und besiegte den Serben Darko Kneževic durch K. o. in der zweiten Runde.
Am 13. Oktober 2018 besiegte er Dejan Milićević einstimmig beim Kampf um die österreichische Meisterschaft im Mittelgewicht. Am 13. April 2019 besiegte er Gogi Knežević durch TKO in der achten Runde und wurde dadurch IBF International Champion im Mittelgewicht. Den Titel verteidigte er am 23. November 2019 einstimmig gegen den bis dahin unbesiegten Italiener Khalil El Harraz.
Seine nächste Titelverteidigung gewann er am 20. März 2021 einstimmig gegen den Deutschen Alexander Pawlow.
Am 2. April 2022 verlor er bei der Bounce Fight Night gegen Marten Arsumanjan durch K. o. in Runde 5. Nader führte bei allen Punkterichter klar nach Punkten. Es ging bei diesem Kampf um die Titel des IBF International Champion und des EBU EU Champion, welche Nader schon im Jahr 2012 und 2013 gewonnen hatte.

## Liste der Profikämpfe
| 25 Siege (6 K. o.-Siege), 3 Niederlagen (2 K. o.-Niederlagen), 1 Unentschieden |               |                                                        |                       |                                                    |
| Jahr                                                                           | Tag           | Ort                                                    | Gegner                | Ergebnis für Nader                                 |
| 2023                                                                           | 1. April      | Hotel InterContinental in Wien, Österreich             | Alexander Pawlow      | Niederlage / TKO 10. Runde / 12 Runden             |
| 2022                                                                           | 3. Dezember   | Hotel InterContinental in Wien, Österreich             | Miloš Janjanin        | Sieg / Punktsieg (einstimmig) / 8 Runden           |
| 2022                                                                           | 17. September | Hotel InterContinental in Wien, Österreich             | Krisztián Sánta       | Sieg / KO 1. Runde / 10 Runden                     |
| 2022                                                                           | 2. April      | Hotel InterContinental in Wien, Österreich             | Marten Arsumanjan     | Niederlage / KO 5. Runde / 12 Runden               |
| 2021                                                                           | 20. März      | Haus der Begegnung in Wien, Österreich                 | Alexander Pawlow      | Sieg / Punktsieg (einstimmig) / 10 Runden          |
| 2019                                                                           | 23. November  | Erste Bank Arena in Wien, Österreich                   | Khalil El Harraz      | Sieg / Punktsieg (einstimmig) / 10 Runden          |
| 2019                                                                           | 13. April     | Erste Bank Arena in Wien, Österreich                   | Gogi Knežević         | Sieg / TKO / 8. Runde                              |
| 2018                                                                           | 13. Oktober   | Erste Bank Arena in Wien, Österreich                   | Dejan Milićević       | Sieg / Punktsieg (einstimmig) / 10 Runden          |
| 2018                                                                           | 7. April      | Erste Bank Arena in Wien, Österreich                   | Darko Kneževic        | Sieg / KO / 2. Runde                               |
| 2014                                                                           | 25. Januar    | Hanns-Martin-Schleyer Halle in Stuttgart, Deutschland  | Emanuele Blandamura   | Niederlage / Punktniederlage (geteilt) / 12 Runden |
| 2013                                                                           | 26. Oktober   | EWE-Arena in Oldenburg, Deutschland                    | Luis Crespo           | Sieg / TKO / 6. Runde                              |
| 2013                                                                           | 14. April     | Multiversum in Schwechat, Österreich                   | Roberto Santos        | Sieg / Punktsieg (einstimmig) / 12 Runden          |
| 2012                                                                           | 2. November   | Multiversum in Schwechat, Österreich                   | Roberto Santos        | Unentschieden / 12 Runden                          |
| 2012                                                                           | 15. September | Stechert Arena in Bamberg, Deutschland                 | Damien Bertu          | Sieg / Punktsieg (einstimmig) / 10 Runden          |
| 2012                                                                           | 25. Februar   | Porsche-Arena in Stuttgart, Deutschland                | Baker Barakat         | Sieg / Punktsieg (einstimmig) / 10 Runden          |
| 2012                                                                           | 14. Januar    | Baden-Arena in Offenburg, Deutschland                  | Farouk Daku           | Sieg / Punktsieg (einstimmig) / 8 Runden           |
| 2011                                                                           | 22. Oktober   | Arena in Ludwigsburg, Deutschland                      | Lorenzo Cosseddu      | Sieg / Punktsieg (einstimmig) / 8 Runden           |
| 2011                                                                           | 27. August    | Messehalle in Erfurt, Deutschland                      | Giammario Grassellini | Sieg / TKO / 7. Runde                              |
| 2011                                                                           | 16. Juli      | Olympia-Eissportzentrum in München, Deutschland        | Gaetano Nespro        | Sieg / Punktsieg (einstimmig) / 8 Runden           |
| 2011                                                                           | 7. Mai        | Jahnsportforum in Neubrandenburg, Deutschland          | Salvatore Annunziata  | Sieg / Punktsieg (einstimmig) / 8 Runden           |
| 2010                                                                           | 30. Oktober   | Stadthalle in Rostock, Deutschland                     | Sandor Ramocsa        | Sieg / Punktsieg (einstimmig) / 8 Runden           |
| 2010                                                                           | 21. August    | Messehalle in Erfurt, Deutschland                      | Kai Kauramæki         | Sieg / Punktsieg (einstimmig) / 8 Runden           |
| 2010                                                                           | 1. Mai        | Weser-Ems-Halle in Oldenburg, Deutschland              | Abdelouahed Ben Lelly | Sieg / Punktsieg (einstimmig) / 6 Runden           |
| 2010                                                                           | 6. März       | Wimberger Hotel in Wien, Österreich                    | Gyula Gaspar          | Sieg / TKO / 1. Runde                              |
| 2009                                                                           | 7. November   | Arena Nürnberger Versicherung in Nürnberg, Deutschland | Ciro Ciano            | Sieg / Punktsieg (einstimmig) / 6 Runden           |
| 2009                                                                           | 3. Oktober    | Stadthalle in Wien, Österreich                         | Robert Blazo          | Sieg / Punktsieg (einstimmig) / 6 Runden           |
| 2009                                                                           | 29. August    | Gerry Weber Stadium in Halle, Deutschland              | Giovanni Architravo   | Sieg / Punktsieg (einstimmig) / 4 Runden           |
| 2009                                                                           | 16. Mai       | Tennishalle in Gallneukirchen, Österreich              | Nikola Matić          | Sieg / Punktsieg (einstimmig) / 4 Runden           |
| 2009                                                                           | 14. März      | Ostseehalle in Kiel, Deutschland                       | Fares Sahawneh        | Sieg / Punktsieg (einstimmig) / 4 Runden           |
| (Quelle: BoxRec-Datenbank)                                                     |               |                                                        |                       |                                                    |

## Erfolge als Amateur (Auswahl)
- 2002: Wiener Meister
- 2004: 1. Platz beim Traunreuter Boxturnier in Traunreut
- 2004: 1. Platz beim 28. Czarne Diamenty Turnier in Polen
- 2004: Bronzemedaille bei der 2. Schüler-Europameisterschaft in Ungarn
- 2004: 1. Platz beim Internationalen-Panathlon-Turnier in Silz (Tirol)
- 2005: 1. Platz beim Olympia Hoffnungsturnier des Nordens in Neubrandenburg
- 2006: Bronzemedaille bei der 11. Kadetten-Europameisterschaft in Albanien
- 2007: 1. Platz beim 16. Julius Torma Turnier in Prag
- 2007: Österreichischer Meister
- 2008: 1. Platz beim 13. Internationalen Brandenburg-Cup in Frankfurt (Oder)
- 2008: 8. Platz bei der 1. Jugend-Weltmeisterschaft der AIBA in Guadalajara (Mexiko)
- 2008: Österreichischer Meister

## Erfolge als Profi
- 14. April 2013: EU-Meister der EBU im Mittelgewicht
- 13. Oktober 2018: Österreichischer Meister im Mittelgewicht
- 13. April 2019: IBF International Champion im Mittelgewicht

Weitere Ehrungen und Besonderheiten
- 2005: Ehrenpokal der Familie Halle aus Deutschland
- 2007: Jüngster Österreichischer Meister im Boxen seit 1927
- 2008: Auszeichnung als Bester Boxer in Österreich
- 2013: Erster österreichischer EU-Meister
- 2013: Erster Österreicher unter den Top 15 der WBA-Weltrangliste
- 2021: Erster Österreicher unter den Top 5 der IBF-Weltrangliste